# Pukarani (La Paz)
Pukarani (en aymara, pukara, "fortaleza", adjunto al sufijo -ni, "el lugar de la fortaleza", también escrito Pucarani) es una montaña de los Andes, que alcanza una elevación aproximada de 3720 m (12 204,7 pies). Esta montaña se encuentra ubicada en el Municipio de Malla, Provincia Loayza del Departamento de La Paz, Bolivia. Pukarani se encuentra al noroeste de otra montaña, Chuqi Tira. El río Malla Jawira fluye a lo largo de su ladera suroeste.